# Romeo Bertini
Pour les articles homonymes, voir Bertini.
Romeo Bertini (né le 21 avril 1893 à Gessate et mort le 29 août 1973) est un athlète italien spécialiste du marathon. Il était affilié au SC Agamennone Milano.

## Biographie

### Palmarès
| Date | Compétition           | Lieu  | Résultat | Performance         |
| ---- | --------------------- | ----- | -------- | ------------------- |
| 1924 | Jeux olympiques d'été | Paris | 2e       | 2 h 47 min 19 s s 6 |

### Records
| Épreuve  | Performance         | Lieu  | Date |
| -------- | ------------------- | ----- | ---- |
| Marathon | 2 h 47 min 19 s s 6 | Paris | 1924 |